# Alexei Jelissejewitsch Krutschonych

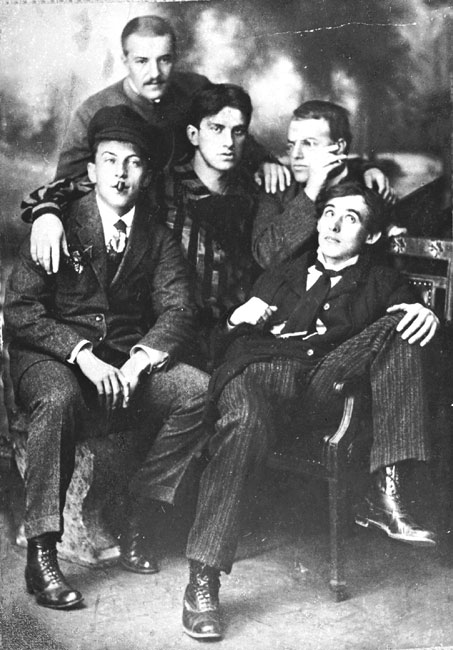
Von links: Benedikt Liwschiz, Wladimir Burljuk, Wladimir Majakowski, Dawid Burljuk, Alexei Krutschonych (um 1912)

Alexei Jelissejewitsch Krutschonych (russisch Алексе́й Елисе́евич Кручёных; wiss. Transliteration Aleksej Eliseevič Kručënych; * 9. Februarjul. / 21. Februar 1886greg. in Olywske, Gouvernement Cherson, in der Ukraine; † 17. Juni 1968 in Moskau) war ein russischer Dichter des Silbernen Zeitalters und einer der radikalsten Vertreter des Futurismus und Mitglied der Hyläa-Gruppe. Zusammen mit Wladimir Majakowski, Dawid Burljuk und Welimir Chlebnikow veröffentlichte er 1912 das Manifest Eine Ohrfeige dem allgemeinen Geschmack (Пощечина общественному вкусу), das als Manifest des russischen Futurismus gilt. Zusammen mit Chlebnikow (Prolog) und Michail Matjuschin (Musik), zu Dekorations- und Kostümentwürfen von Kasimir Malewitsch, gehörte er zu den Autoren der „ersten futuristischen Oper“ Sieg über die Sonne (Pobeda nad solnzem) und schrieb das Libretto. Das Schlüsselwerk der russischen und europäischen Avantgarde wurde am 3. Dezember 1913 in Petersburg uraufgeführt.
Zusammen mit Chlebnikow entwickelte er die Kunstsprache Zaum.
Krutschonych war von 1912 bis zu ihrem frühen Tod 1918 mit der Malerin und Lyrikerin Olga Rosanowa verheiratet.
Auf der documenta 8 im Jahr 1987 in Kassel wurden Aufnahmen von ihm im Rahmen der „Archäologie der akustischen Kunst 1: Radiofonia Futurista“ als offizieller Ausstellungsbeitrag aufgeführt.

## Galerie

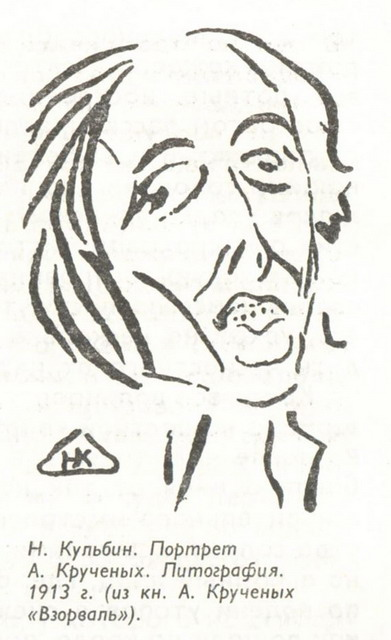
Nikolai Kulbin: Alexei Krutschonych
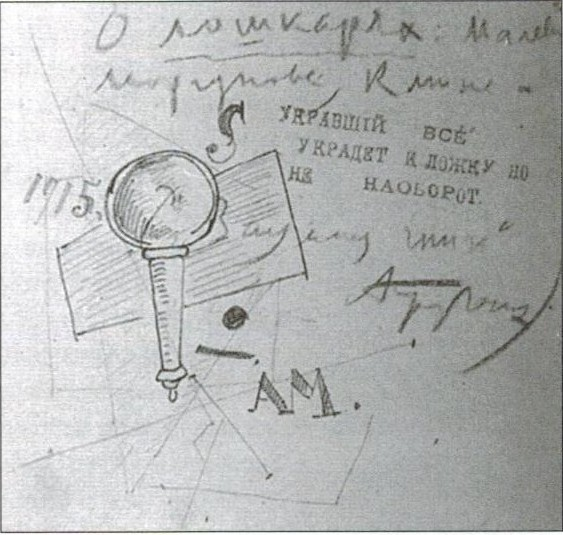
Aleksej Morgunov (Bild): Der, der den Löffel gestohlen hat. Text: Krutschonych (um 1915)